# Уполномоченный Броуди
«Уполномоченный Броуди» (англ. «Representative Brody») — десятый эпизод первого сезона психологического триллера «Родина». Премьера состоялась на канале Showtime 4 декабря 2011 года.
Броуди предоставляется возможность для места в Конгрессе. В попытке приблизиться к Уокеру, ЦРУ нацеливается на дипломата, который вступал в контакт с ним.

## Сюжет
Вице-президент Уолден (Джейми Шеридан) навещает Броуди (Дэмиэн Льюис) в его доме. Он предлагает Броуди шанс баллотироваться в Палату представителей. Броуди принимает предложение. Джессика (Морена Баккарин), однако, противостоит идее, опасаясь внимания СМИ и раскола их жизни. Джессика также раскрывает, что она знает, что у Броуди и Кэрри был роман, к удивлению Броуди.
Кэрри (Клэр Дэйнс) и Сол (Мэнди Патинкин) искали компромат на Мансура Аль-Захрани (Рамзи Фарагалла), саудовского дипломата, которого обнаружили, разговаривающим с Томом Уокером (Крис Чок) в мечети. Он по уши в долгах, но делает большие вклады в швейцарском банке. Он также ведёт скрытый образ жизни гея, и у них есть фотографии, чтобы доказать это. Кэрри и Сол загоняют Аль-Захрани в угол в банке, который он часто посещает, и организовывают допрос. Кэрри предоставляет фотографии и угрожает разослать их его жёнам, детям и его послу. Аль-Захрани говорит ей, что она может разоблачить его, и что его жёны уже знают, что он гей. Он начинает уходить, но Кэрри пробует новый подход. Она угрожает тем, что дочь Аль-Захрани, национального стипендиата, посещающего Йельский университет, депортируют в Саудовскую Аравию. Аль-Захрани наконец-то соглашается сотрудничать, отправляя сигнал в свой дом, который указывает Уокеру, что они встретятся в полдень на Фаррагутской площади на следующий день.
Броуди выслеживает Майка (Диего Клаттенхофф) и пытается загладить вину после их инцидента. Броуди извиняется и прощает Майка за их отношения с Джессикой. Он затем просит Майка обратиться к Джессике, чтобы она поддержала его в его гонке за место в Конгрессе. Броуди также звонит Кэрри, желая обсудить что-то личное. Они соглашаются встретиться в доме Кэрри. Кэрри начинает полагать, что будет возможное примирение, но она убита горем, когда Броуди просто говорит ей, он баллотируется в Конгресс и хочет подтвердить, что никто не знает об их романе.
Аль-Захрани приходит на встречу на Фаррагутской площади, где находятся различные агенты под прикрытием, и они ждут захвата Уокера, когда он прибудет. Кэрри находится там и координирует операцию. Появляется чёрный человек, похожий на Уокера, неся портфель, но ни один из агентов не может подтвердить, он ли это. Кэрри замечает, что мужчина несёт портфель в левой руке, и что у него часы на правом запястье, но, как известно, Уокер является правшой. Когда мужчина приближается к Аль-Захрани, Кэрри пытается эвакуировать зону. Уокер следит за этим из ближайшего окна и, при помощи своего телефона, дистанционно взрывает бомбу, которая находится в портфеле. Бомба взрывается, убивая Аль-Захрани, мужчину, похожего на Уокера, и трёх случайных прохожих, при этом тяжело ранив множество других. Кэрри осталась с тяжёлым сотрясением мозга.
Джессика рассказывает Броуди, что после обсуждения с детьми, они все полностью поддерживают его кандидатуру в Конгресс.
Сол навещает Кэрри в больнице. Он говорит, что человек, который доставил портфель, был бездомным человеком, нанятым Уокером. Сол делает вывод, что Уокер был предупреждён, и что там должен быть крот где-нибудь в правительстве. Дуэт смотрят по телевизору, как Броуди публично объявляет свою кандидатуру на внеочередных выборах.

### Умер
- Мансур Аль-Захрани: погиб от взрыва бомбы, спровоцированного Томом Уокером на Фаррагутской площади.

## Производство
Сценарий к эпизоду был написан консультирующим продюсером Генри Бромеллом, что стало его вторым сценарием в сериале. Режиссёром стал Гай Ферленд, его первая режиссёрская работа в сериале. Песни, звучащие в эпизоде: "All Blues" и "My Funny Valentine" Майлза Дэвиса.

## Реакция

### Рейтинги
Во время оригинального эпизод посмотрело 1.22 миллиона зрителя, снизившись на 130 000 зрителей с предыдущей недели.

### Рецензии
Тодд Вандерверфф из The A.V. Club дал эпизоду оценку "B+", сославшись на некоторые технические проблемы с сюжетом, но признавая ключевые сцены эпизода как очень хорошо выполненные. Дэн Форчелла из TV Fanatic оценил его на 4.5/5, отмечая, что "Уполномоченный Броуди" "сделал то, что «Родина» продолжает делать еженедельно: доставлять блестящую сцену за блестящей".